# Баглан
Ба́глан (дарі بغلان — Baġlān) — місто у однойменній афганській провінції, засноване близько 1960 року.

## Географія
Місто розташовано поблизу річки Кундуз, за 65 кілометрів на південь від Ханабаду, на висоті близько 500 метрів над рівнем моря.

### Клімат
Місто знаходиться у зоні, котра характеризується середземноморським кліматом. Найтепліший місяць — липень із середньою температурою 30.2 °C (86.4 °F). Найхолодніший місяць — січень, із середньою температурою 2.2 °С (36 °F).
| Клімат Баглана          | Клімат Баглана | Клімат Баглана | Клімат Баглана | Клімат Баглана | Клімат Баглана | Клімат Баглана | Клімат Баглана | Клімат Баглана | Клімат Баглана | Клімат Баглана | Клімат Баглана | Клімат Баглана | Клімат Баглана |
| Показник                | Січ.           | Лют.           | Бер.           | Квіт.          | Трав.          | Черв.          | Лип.           | Серп.          | Вер.           | Жовт.          | Лист.          | Груд.          | Рік            |
| Середня температура, °C | 2,2            | 4,4            | 10,3           | 16,8           | 22             | 27,9           | 30,2           | 28,6           | 23,8           | 17,6           | 10,2           | 5              | 16,6           |
| Норма опадів, мм        | 44.2           | 57.8           | 75.9           | 59.7           | 27.1           | 0.2            | 0.7            | 0.2            | 0.5            | 6.9            | 19.7           | 27.1           | 320            |
| Днів з опадами          | 3,6            | 5,4            | 10             | 9,7            | 7,1            | 0,6            | 0,4            | 0              | 0,1            | 2,5            | 4              | 4,7            | 48,1           |
| Вологість повітря, %    | 71.7           | 70.3           | 67.1           | 63.6           | 49.6           | 31.8           | 29.6           | 30             | 32.2           | 42.1           | 56.2           | 68.4           | 51.1           |
| ----------------------- | -------------- | -------------- | -------------- | -------------- | -------------- | -------------- | -------------- | -------------- | -------------- | -------------- | -------------- | -------------- | -------------- |
| Джерело: Weatherbase    |                |                |                |                |                |                |                |                |                |                |                |                |                |